# Gustave Schlumberger
Léon Gustave Schlumberger (Guebwiller, Alsacia, 17 de octubre de 1844 - París, 9 de mayo de 1929) fue un historiador y numismático francés, especializado en la historia de las Cruzadas y del Imperio bizantino. 

## Obras de Gustave Schlumberger
- 1878-1882: Numismatique de l'Orient Latin (París)
- 1884: Les îles des Princes (Calmann Lévy, París)
- 1890: Un empereur byzantin au dixième siècle: Nicephore Phocas (París)
- 1896-1905: L’Épopée byzantine à la fin du dixième siècle (Hachette, París, 3 volumes)
- 1898: Renaud de Châtillon, prince d’Antioche, seigneur de la terre d’Outre-Jourdain (Plon, París)
- 1906: Campagnes du roi Amaury Ier de Jérusalem en Égypte, au XIIe siècle
- 1914: Prise de Saint-Jean-d'Acre, en l'an 1291
- 1922-1923: Récits De Byzance Et Des Croisades (Plon, París)
- 1927: Byzance et les croisades (Lib. Paul Geuthner, París)
- 1934: Mes Souvenirs 1844-1928 (Plon, París - posthume)
- 1962: Lettres De Deux Amis (Institut Français, Atenas)